# Gabriel Trujillo Muñoz
Ángel Gabriel Trujillo Muñoz es un escritor mexicano, nacido en Mexicali, Baja California el 21 de julio de 1958. Poeta, narrador y ensayista.

## Trayectoria
Becario FOECA-Baja California, 1994, 1998, y 2005-2006; Becario Rockefeller, 1992;
Profesor de tiempo completo de la Facultad de Ciencias Humanas de la de la Universidad Autónoma de Baja California, investigador y uno de los editores de la Revista Universitaria en la UABC. Ha publicado más de un 130 libros como autor o compilador.   
Fundador de las editoriales del Ayuntamiento de Mexicali y del Instituto de Cultura de Baja California. Fundador de Esquina Baja y Trazadura. Es socio fundador de la Asociación Mexicana de Ciencia Ficción y Fantasía. Creador Emérito de Baja California 2012. Es miembro y académico  de la Academia Mexicana de la Lengua, correspondiente a Baja California, desde el 23 de junio de 2011. Ciudadano distinguido en Artes 2013 por el Gobierno del Estado de Baja California.  
Ha recibido nueve veces el Premio Estatal de Literatura de Baja California, así como Premio Nacional de Ensayo Abigael Bohórquez 1998, Premio Bellas Artes de Narrativa Colima para Obra Publicada 1999 por Espantapájaros; Premio Nacional de Poesía Sonora 2004, Premio nacional de poesía Bartolomé Delgado 2004 por Colindancias; Premio Binacional de Poesía Pellicer-Frost 1996, por Borderlines, Premio Binacional Excelencia Frontera 1998, el Premio Internacional de Narrativa Ignacio Manuel Altamirano 2005 por Highclowd, memorias de arena y agua, de roca y viento; Premio Regional de Novela Vandalay 2005, Premio de Narrativa Histórica de la Fundación Pedro F. Pérez y Ramírez 2006, Premio en Artes 2009 por el Instituto Tecnológico de Mexicali,  
Editor y director de Semillero; coordinador del Centro Regional de Información y promoción de la literatura en Mexicali; Investigador de la literatura y periodismo de Baja California; del cine fronterizo y la historia de la ciencia ficción en México.  
Ha colaborado en decenas de publicaciones como son Arquetipos, Azar, Blanco móvil y otros. 
Parte de su obra poética y ensayística ha sido traducida y publicada en Japón, Indica, Italia, Alemania, Estados Unidos, Argentina Chile, España, Francia, Canadá y Suiza.
Parte de su obra ha aparecido en obras como Antología general de poesía mexicana, Océano, 2014. 

## Controversias
Ha sido criticado porque año tras año gana siempre los mismos premios, quitándole así oportunidades a los escritores jóvenes. 
En 2002, el escritor Heriberto Yépez señaló que las reglas de las convocatorias no se aplicaban por igual, descalificando textos por no ser inéditos cuando los textos de Gabriel Trujillo tampoco lo eran.
Su ensayo "Tijuana: puerto libre, casa de todos" publicado en el libro "La cultura bajacaliforniana y otros ensayos afines" causó molestia entre un grupo de maestros de la Universidad Autónoma de Baja California quienes consideraron que denigraba a la ciudad de Tijuana.

## Obra publicada
Novela
- Laberinto (ICBC, 1995)
- Mezquite Road (Planeta, 1995)
- GRACOS (Ediciones B, 1999) (Incluido en el volumen colectivo: Premio UPC 1998: novela corta de ciencia ficción
- Conjurados (Sansores & Aljure, 1999)
- Espantapájaros (Lectorum, 1999)
- Tijuana city blues (Sansores & Fernández ,1999)
- El festín de los cuervos: la saga fronteriza de Miguel Ángel Morgado, cinco novelas cortas) (Norma, 2002) (Incluye: Mezquite Road, Tijuana City Blues, Loverboy, Puesta en escena y Laguna salada)
- Trilogía de Thundra (2000) (Incluye: Orescu: la voz; Orescu: la sangre; Orescu: la luz)
- Highclowd: memorias de arena y agua, de roca y viento (UAEM, 2006)
- Mexicali City Blues (Belacqva, 2006)
- La memoria de los muertos (La otra orilla, 2008)
- Transfiguraciones un misterio venerable (Jus ,2008)
- Trenes perdidos en la niebla" (Jus, 2010)
- Moriremos como soles ( Grijalbo-Random House Mondadori, 2011)
- Círculo de fuego ( Lectorum, 2014)
- Música para difuntos ( Lectorum, 2014)
- Vecindad con el abismo ( Lectorum, 2015)
- Shiashian y el circo macabro de Volcan City: un western sobrenatural (Puertabierta editores 2018)

Poesía
- Poemas (1981)
- Rituales (1982)
- Percepciones (UABC, 1983)
- Moridero (UABC, 1987)
- Tras el espejismo (1989)
- Mandrágora (1989)
- Atisbos (UNAM, 1991)
- A plena luz (Fondo Editorial Tierra Adentro, 1992)
- Don de lenguas (1995)
- Alfanjes (1996)
- Cirugía mayor (1997)
- Constelaciones (1997)
- Colindancias ISC. (2006)
- Civilización ICBC (2009)
- Poemas civiles, Amargord, España 2013
- Periferia poemas, UAM 2013

Ensayo
- Tres ensayos sobre el ensayo bajacaliforniano (1988)
- Alabanzas y vituperios (1990)
- La ciencia ficción: literatura y conocimiento (1991)
- Señas y reseñas (1992)
- De diversa ralea (1993)
- Los signos de la arena: ensayos sobre literatura y frontera (UABC, 1994)
- Huellas incurables (1995)
- Puntos cardinales (1995)
- Kitakaze (viento del norte): los japoneses en Baja California (Larva, 1997)
- Imágenes de plata: el cine en Baja California (Ayuntamiento de Tijuana, 1997)
- Literatura bajacaliforniana siglo XX (1997)
- Los confines: crónica de la Ciencia Ficción Mexicana (VID, 1999)
- Baja California: mitos y ritos cinematográficos (1999)
- La canción del progreso: vida y milagros del periodismo en Baja California (2000)
- Testigos de cargo (CNCA/CECUT, 2000)
- Biografías del futuro: la ciencia ficción mexicana y sus autores (UABC, 2000)
- Lengua franca: de Frankenstein a Harry Potter (Lumen, 2001)
- Entrecruzamientos: la cultura bajacaliforniana, sus autores y obras (2002)
- Mexicali: un siglo de vida artística y cultural (2003)
- De los chamanes a los DJ's: breve crónica de las artes musicales en Baja California (Plaza y Valdés, 2007)
- Visiones y espejismos: la sabiduría de las arenas (Fondo regional para la cultura y las artes, 2007)
- La Otra Historia de Baja California (Fondo editorial de Baja California, 2009)
- Utopías y Quimeras: guía de viaje por los territorios de la Ciencia Ficción (JUS, 2016)
- Nada es lo que parece: Artículos ensayos y aforismos (1981-2017). UABC/UNL(2018)

Cuento
- Miríada (Edición de autor, 1991)
- Trebejos (ICBC, 2001)
- Mercaderes (Norma, 2002)
- Aires del verano en el parabrisas (ICBC, 2009)
- Pesa de altura, (ICBC, 2013)
- Mundos distantes: relatos de ciencia ficción y fantasía, Carolina del Sur: Create Space Independent Publishing Platform 2014
- Lucky Strike, editorial Artificio, 2016

Relator y recopilador
- Mitos y Leyendas de Mexicali (2004)
- Nuevos Mitos y Leyendas de Mexicali (2014)

Antología
- Biografías al futuro, UABC 2000
- La Gran bonanza. Crónica del teatro en Baja California, 1985-2006, Porrúa/UABC, 2006[8]
- La otra Baja, Editorial Entrelineas, 2009
- Escaramuzas, Editorial Fósforos, 2010
- La mirada insaciable, UABC, 2017
- Aforistas mexicanos actuales (Libros al Albur 2019)

Crónica
- Mexicali: crónicas de infancia (UABC, 1990)